# 9829 Murillo
9829 Murillo eller 1973 SJ1 är en asteroid i huvudbältet som upptäcktes den 19 september 1973 av den nederländsk-amerikanske astronomen Tom Gehrels och det nederländska astronomparet Ingrid van Houten-Groeneveld och Cornelis Johannes van Houten vid Palomarobservatoriet. Den är uppkallad efter Bartolomé Estéban Murillo.
Asteroiden har en diameter på ungefär 26 kilometer och den tillhör asteroidgruppen Hilda.